# Pietrówka (rzeka)
Pietrówka, także Piotrówka (cz. Petrůvkaⓘ) – rzeka na Śląsku Cieszyńskim w granicach powiatu cieszyńskiego w Polsce i powiatu Karwina w Czechach. Prawy dopływ Olzy.
Źródła tej długiej na 31 kilometrów rzeki znajdują się w Polsce (południowa część Pogórza Śląskiego), ale po części płynie ona po terytorium czeskiego powiatu karwińskiego. Do Olzy Pietrówka wpada pomiędzy miejscowościami Zawada w gminie Piotrowice koło Karwiny i Godów w powiecie wodzisławskim. Na 6,2 km odcinku od Skrbeńska do ujścia rzeka wyznacza granicę polsko-czeską, rozdzielając czeski powiat Karwina od polskiego powiatu wodzisławskiego (dawniej granica ta była również granicą pomiędzy Śląskiem Cieszyńskim należącym do Austrii a ziemią wodzisławską w pruskiej części Górnego Śląska).
Dorzecze Pietrówki ma charakter pogórski: rozległe, łagodne garby pokryte są lessem. Zalesienie zlewni bardzo małe. W dolinach rzecznych liczne stawy rybne. Przed Zebrzydowicami wpływa do niej Pielgrzymówka. Stany wody piętrzone są z powodu zarastania koryta rzeki roślinnością wodną. Powyżej wodowskazu Zebrzydowice znajdują się liczne urządzenia wodne dla gospodarki rybnej. Powierzchnia zlewni do przekroju Zebrzydowice wynosi 114,6 km² (w tym 0,4 km² za granicą).
W Marklowicach Górnych Piotrówka opuszcza granicę państwa polskiego przepływając przez czeskie Piotrowice. Następnie na 6,2 km odcinku od Skrbeńska w powiecie wodzisławskim do ujścia rzeka wyznacza granicę polsko-czeską. Uchodzi do Olzy na wysokości polskiego Godowa i czeskiej Zawady. 
Powierzchnia Pietrówki w granicach Polski wynosi 136,4 km².